# Пайк, Телуэлл
Те́луэлл Ма́тер Пайк (англ. Thelwell Mather Pike; 17 ноября 1866 — 21 июля 1957) — английский футболист и крикетист. Выступал за футбольные клубы «Кембридж Юниверсити», «Брентвуд», «Олд Малверинианс», «Крузейдерс», «Свифтс», «Тенит Уондерерс» и «Коринтиан», а также за национальную сборную Англии.

## Футбольная карьера
Родился в Уэйхилле (округ Пентон Графтон, Хэмпшир) в семье хирурга. Окончил Малвернский колледж, выступал за футбольную команду колледжа в 1884 и 1885 году. В марте 1885 года поступил в Клэр-колледж Кембриджского университета. В 1886 и 1888 году выступал за футбольную команду Кембриджа.
13 марта 1886 года провёл свой единственный матч за сборную Англии, выйдя на позиции левого крайнего нападающего в игре Домашнего чемпионата против сборной Ирландии на стадионе «Баллинафей Парк» в Белфасте; матч завершился завершился разгромной победой англичан со счётом 6:1.
После окончания университета Пайк играл за ряд футбольных клубов, включая «Крузейдерс», «Брентвуд», «Свифтс» и «Тенит Уондерерс», однако наиболее известен был по выступлениям за любительский клуб «Коринтиан», сыграв за него 21 матч с 1886 по 1891 год.

## Достижения
Сборная Англии
- Победитель Домашнего чемпионата Великобритании: 1886 (разделённая победа)

## Вне футбола
Помимо футбола играл в крикет за крикетный клуб графства Вустершир с 1886 по 1895 год.
Был помощником директора Юго-восточного колледжа в Рамсгейте (1888), в школе Клэр-хаус в Уолмере (1889—1890), в Каргилфилдской школе в Эдинбурге (1891), в школе Шортлендс в Истборне (1892—1896). Затем был директором подготовительной школы Уэйбриджа (1897—1905), одним из нескольких директоров школы Тенит в Маргите (1905—1924).
Умер в Маргите в июле 1957 года в возрасте 90 лет.